# 蘭庫
蘭庫（波斯語：رانكوه, 罗马化：Rānkūh），是伊朗吉兰省阿姆拉什县兰库区的城市，為該區的首府。2006年人口普查顯示該城人口为956人，分佈在266个家庭。